# Légendes (anthologie)
Pour les articles homonymes, voir Légende (homonymie).
Légendes (titre original : Legends: Short Novels by the Masters of Modern Fantasy) est une anthologie de fantasy, composée de onze nouvelles écrites par onze auteurs différents et rassemblées par Robert Silverberg. Elle est parue en 1998, aux éditions Tor Books.
Légendes a obtenu le prix Locus de la meilleure anthologie 1999.

## Contexte
Robert Silverberg a rassemblé onze auteurs contemporains (dont lui-même) qu'il considérait incontournables dans la fantasy et ayant tous réalisé des cycles comptant parmi les meilleurs ou les plus importants du genre : Stephen King, Terry Goodkind, Tad Williams, Anne McCaffrey, Robert Jordan, George R. R. Martin, Raymond E. Feist, Orson Scott Card, Terry Pratchett et Ursula K. Le Guin. Tous ont écrit une nouvelle qui se place dans leur cycle.
Elle est le pendant pour la fantasy de l'anthologie de nouvelles de science-fiction intitulée Horizons lointains, elle aussi composée par Robert Silverberg et qui sera publiée l'année suivante en 1999.

## Publications
En France, l'anthologie a été publiée deux fois : en 1999 est sortie une première édition en grand format aux Éditions 84  (ISBN 2-277-25043-0) puis les éditions J'ai lu en ont publié une version poche en 2001  (ISBN 2-290-30298-8).

## Contenu
Chaque nouvelle est précédée d'un texte introductif sur l'univers concerné, avec un résumé des ouvrages parus ainsi qu'une carte quand l'auteur en a créé une.
- Les Petites Sœurs d'Élurie, 1999 ((en) Little Sisters of Eluria, 1998) par Stephen King (La Tour sombre)
- La Mer et les Petits Poissons, 1999 ((en) The Sea and Little Fishes, 1998) par Terry Pratchett (Livres du Disque-monde)
- Dette posthume, 1999 ((en) Debt of Bones, 1998) par Terry Goodkind (L'Épée de vérité)
- L'Homme au grand sourire, 1999 ((en) Grinning Man, 1998) par Orson Scott Card (Cycle des Chroniques d'Alvin le Faiseur)
- Le Septième Sanctuaire, 1999 ((en) The Seventh Shrine, 1998) par Robert Silverberg (Cycle de Majipoor)
- Libellule, 1999 ((en) Dragonfly, 1998) par Ursula K. Le Guin (Cycle de Terremer)
- L'Homme en flammes, 1999 ((en) The Burning Man, 1998) par Tad Williams (L'Arcane des épées)
- Le Chevalier errant, 1999 ((en) The Hedge Knight, 1998) par George R. R. Martin (Le Trône de fer)
- Messagère de Pern, 1999 ((en) Runner of Pern, 1998) par Anne McCaffrey (La Ballade de Pern)
- Le Garçon du bois, 1999 ((en) The Wood Boy, 1998) par Raymond E. Feist (Les Chroniques de Krondor)
- Renouveau, 1999 ((en) New Spring, 1998) par Robert Jordan (La Roue du temps)